# Арнульф Райнер (фильм)
«Арнульф Райнер» (англ. Arnulf Rainer ) — экспериментальный короткометражный фильм австрийского режиссёра Петера Кубелки. Премьера фильма состоялась в мае 1960 года в Вене. Фильм считается одной из основополагающих работ для структурного кино — экспериментального движения в кинематографе, отличавшегося стремлением к предельному упрощению и минимализации кинематографических средств, концентрацией на возможностях аудиовизуальной формы более, чем на содержании. «Арнульф Райнер» — третий и наиболее известный «метрический фильм» режиссёра, сделанный сразу после «Адебар» (1957) и «Швехат» (1958).
В 2012 году Кубелка создал фильм Antiphon, представляющий собой версию «Арнульфа Райнера» в негативе.

## Содержание и структура фильма
«Арнульф Райнер» состоит из сплошных чёрных и белых кадров, чередующихся между собой, и аудиодорожки с чередованием белого шума и тишины. Как и два своих предыдущих фильма «Адебар» (1957) и «Швехат» (1958), Кубелка определил этот фильм как «метрическое кино», основополагающим структурным принципом которого является чередование монтажных кадров фиксированной длины по аналогии с музыкальными длительностями.
Фильм разбит на 16 секций, каждый из которых длится ровно 24 секунды, или 576 кадров. Секции  состоят из «фраз» интервалом в 2, 4, 6, 8, 9, 12, 16, 18, 24, 36, 48, 72, 96, 144, 192, или 288 кадров. Все секции, за исключением одной, движутся от длинных фраз к более коротким. Фильм вызывает саспенс за счёт продолжительных элементов и экшн-эффект за счёт более быстрых ритмов, которые возникают при смене фрагментов.
Мерцающие и накладывающиеся друг на друга паттерны света и звука часто вызывают обманчивые интермодальные чувственные эффекты. Интенсивное взаимодействие между аудиальными и визуальными компонентами фильма затрудняет способность различать, какие из паттернов в действительности видимы, а какие слышимы.

## История
Первые метрические фильмы Кубелки — «Адебар» (1957) и «Швехат» (1958) — обернулись для режиссёра крупными коммерческими неудачами. Покинув Вену, он переехал в Стокгольм и, не имея возможности приобрести киноплёнку, чертил планы и схемы будущего фильма на бумаге. Его друг, австрийский художник Арнульф Райнер, оказал спонсорскую поддержку проекту фильма, и Кубелка назвал работу в его честь.
Он сделал фильм из двух лент пленочного материала — прозрачной и чёрной — и двух магнитных лент — одной без сигнала и одной с непрерывным  белым шумом. Премьера фильма прошла в мае 1960 года в Вене; большая часть зрителей ушла, не дождавшись конца сеанса. После премьеры Кубелка заключил, что он «потерял большинство друзей из-за «Арнульфа Райнера»».
Со времен его релиза, «Арнульф Райнер» стал наиболее известным фильмом Кубелки, воплощающим его понимание кадра (а не плана) как базовой единицы фильма. Этот фильм известен как фундаментальная работа в области структурного кино наряду с «The Flicker» Тони Конрада и «N:O:T:H:I:N:G» Пола Шэритса.
Кубелка всегда отклонял предложения оцифровать свой фильм, утверждая, что «кино — это совершенно иной медиум, который нельзя заменить с помощью цифровых средств».

## Antiphon (2012)
Кубелка превратил фильм «Арнульф Райнер» в его негативную версию, создав фильм «Антифон». Он произвёл формальное переворот структуры фильма, заменив чёрные кадры белыми, тишину звуком, и наоборот. Режиссёр описал эти два фильма как «инь и ян». Оба фильма были представлены в качестве инсталляции «Monument Film», премьера которой состоялась на Нью-Йоркском кинофестивале  в 2012 году. Инсталляция «Monument Film» была спроектирована как принципиально не цифровая. Во время инсталляции две плёнки проецировались рядом и фильмы накладывались друг на друга. В идеальных условиях результатом такого наложения должны были стать белый экран и непрерывный шум. Но небольшие временные расхождения проекторов и динамиков обнаруживали изначальную структуру фильмов. Петер Кубелка назвал это «дуэтом для проекторов».